# ダニエル・バターフィールド
ダニエル・アダムズ・バターフィールド（英: Daniel Adams Butterfield、1831年10月31日-1901年7月17日）は、ニューヨーク州の実業家であり、南北戦争では北軍の将軍だった。後にニューヨーク州でアメリカ合衆国財務官補を務めた。集合ラッパの「タップス」を作曲した者とされており、またユリシーズ・グラント政権下での暗黒の金曜日と呼ばれる金市場に関わるスキャンダルに巻き込まれた。南北戦争での功績により、名誉勲章を受章した。

## 初期の経歴
バターフィールドはニューヨーク州ウティカで生まれた。1849年にスケナクタディのユニオン大学を卒業し、そこでシグマ・ファイ協会の会員となった。オーバーランド郵便会社、駅馬車、蒸気船および電信線の所有者だった父のジョン・ウォーレン・バターフィールドと共同設立したアメリカン・エキスプレスを含み、ニューヨークとアメリカ合衆国南部で様々な事業を行った。

## 南北戦争
サムター要塞の戦いが起こってからほんの数日後にあたる1861年4月16日、バターフィールドは非常勤の民兵活動以外軍隊経験はほとんど無かったものの、ワシントンD.C.で曹長としてアメリカ陸軍に入隊した。それから2週間のうちに第12ニューヨーク民兵隊、その後の第12ニューヨーク歩兵連隊の大佐の任官を受けた。7月までに1個旅団を指揮するようになり、9月には准将となった。
バターフィールドはジョージ・マクレラン少将のポトマック軍に加わり、半島方面作戦ではフィッツ・ジョン・ポーター少将の軍団に入った。七日間の戦いにおける1862年6月27日のゲインズミルの戦いで負傷したが、この時に示した勇敢さで1892年に名誉勲章を受章することになった。名誉勲章の受章文は、「重要な時点で第83ペンシルベニア志願連隊の軍旗を掴み、敵の猛烈な銃火の下で、損耗していた部隊を勇気付けて新たな攻撃を起こさせた。」となっていた。
七日間の戦いで北軍が退却し、ハリソンズランディングで静養している間に、軍隊ラッパを試してみて、「タップス」を作曲したとされており、おそらくこれはこれまで作曲された中でも最も有名なものになった。バターフィールドは埋葬の最後に行う3回の一斉射撃という慣習的なやり方に置き換えるために「タップス」を作曲した。タップスはまたフランスの「消灯」を報せる軍隊ラッパである「タトゥー」にも置き換わった。バターフィールドのラッパ手である第83ペンシルベニア志願連隊のオリバー・W・ノートンが最初に吹奏する者となった。数ヶ月以内に「タップス」は北軍でも南軍でも吹奏されるようになった（この証言は何人かの軍事および音楽の歴史家の間で論争になっており、バターフィールドは単に「タトゥー」を編曲しただけであり、新しいものを創ったのではないと主張している）。
バターフィールドは第二次ブルランの戦いやアンティータムの戦いでは旅団長を続け、その後師団長を経て、フレデリックスバーグの戦いでは第5軍団長となった。その軍団はフレデリックスバーグの市外を抜けて攻撃した部隊の一つであり、メアリーズ高地からの殺人的な砲火を浴びた。フレデリックスバーグでの壊走と泥の行軍の後で、ジョセフ・フッカー少将がアンブローズ・バーンサイド少将に代わってポトマック軍指揮官となり、バターフィールドは1863年1月にフッカーの参謀長になった。3月には1862年11月29日付けで少将に昇進した。
フッカーとバターフィールドは親密な個人的、および政治的関係を作った。多くの将軍達が忌み嫌ったことに、その作戦本部はしばしば女と酒で溢れ、「酒場と売春宿」の組み合わせとまで言われた。上層部の間で政治的な内輪もめがはびこり、バターフィールドは仲間内の大半から嫌われた。しかし、フッカーとバターフィールドは軍隊の落ちた士気を改善することに成功し、1863年春には食事、宿舎および医療を大いに改善した。この期間にバターフィールドは今日でも残る陸軍のもう一つの慣習を導入した。それは兵士が所属する部隊、この時は軍団を表す特徴ある帽子と肘章を使うことだった。バターフィールドはフィリップ・カーニー少将がそれ以前に使っていた師団章にヒントを得て、それを全軍に広め、自分でもその大半をデザインした。
チャンセラーズヴィルの戦い後、ゲティスバーグの戦い直前にフッカーはジョージ・ミード少将に挿げ替えられた。ミードはバーターフィールドを信用しなかったが、参謀長に留めておくという選択をした。バターフィールドはゲティスバーグの3日目、1863年7月3日に不発弾の破片で負傷し、治療に回った。ミードは7月14日にバターフィールドを参謀長から解任した。
ゲティスバーグの後、バターフィールドはダニエル・シックルズ少将などフッカーの取り巻き連と共に、積極的にミードを攻撃した。ゲティスバーグは北軍の大きな勝利だったが、シックルズとバターフィールドはアメリカ合衆国議会合同戦争遂行委員会の場で証言し、ミードは動揺して7月1日の時点でゲティスバーグからの撤退を考えていたと言って、その評判を傷つけた。バターフィールドが挙げた主要な証拠は、ミードがその参謀にゲティスバーグでの戦いが起こると明白になる前に準備させた防衛線パイプ・クリーク・サーキュラの存在だった。
バターフィールドはその年の秋にこのときはテネシー州チャタヌーガでカンバーランド軍の2個軍団を指揮しているフッカーの参謀長として再度復隊した。これら2つの消耗した軍団（第11および第12軍団）が1つになって第20軍団となり、バターフィールドはその第3師団を任され、ウィリアム・シャーマン少将によるアトランタ方面作戦の前半を指揮した。バターフィールドは病気のために野戦指揮官としては終戦まで続けられず、ミシシッピ州ヴィックスバーグでの平穏な任務に続いて、ニューヨーク州での徴兵と港湾軍の指揮官を務めた。

## 戦後
戦後、ユリシーズ・グラント大統領が、グラントの義兄弟であるアベル・コービンの推薦に基づいて、バターフィールドをアメリカ合衆国財務官補に指名した。バターフィールドはコービンや投機家のジェイ・グールドとジェイムズ・フィスクに、政府が金を売ろうとしている時は教えることに合意した。グールドとフィスクは金を買い占めようと考えていた。もしバターフィールドがそれを漏らせば、グールドとフィスクは金価格が下がる前に売ろうとしていた。この計画はバターフィールドに告げることなく政府の所有する金400万ドルを売却したグラントによって暴かれた。その結果は1869年9月24日に暗黒の金曜日として知られる金市場の崩壊という恐慌に繋がった。
1886年9月21日、バターフィールドはニューヨークのジュリア・J・ジェームズと結婚し、ロンドンで式を挙げた。
バターフィールドはニューヨーク州コールドスプリングで死に、ウェスト・ポイントのウェスト・ポイント墓地で華美な記念碑と共に埋葬された。ただし、バターフィールドは陸軍士官学校の出身ではない。葬儀ではタップスが鳴らされた。1862年に陸軍の野戦教本『歩兵のキャンプと前哨基地任務』を著した。

## 名誉勲章の受章文
階級と組織：

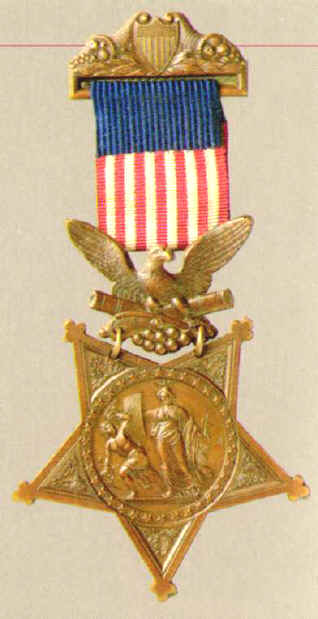
名誉勲章

准将、アメリカ志願兵。場所と日付：バージニア州ゲインズミル、1862年6月27日。入隊：ワシントンD.C.。出生：ニューヨーク州ウティカ。発効日：1892年9月26日。
表彰
| 「 | 重要な時点で第83ペンシルベニア志願連隊の軍旗を掴み、敵の猛烈な銃火の下で、損耗していた部隊を勇気付けて新たな攻撃を起こさせた。 | 」 |

## 記念
ニューヨーク州コールドスプリングのバターフィールド救急医療隊は、かっては病院だったが、バターフィールドに因んで名付けられた。バターフィールドは、マイケル・シャーラが1974年にピュリッツァー賞を受賞した小説『The Killer Angels』にも記念されている。第20メイン連隊のある人物がその旅団の集合ラッパはバターフィールドによって作曲され、その名前に基づいて「ダン、ダン、ダン、バターフィールド、バターフィールド」とリズムを打つように鳴らされると主張している。
マンハッタンのサクラ公園にはガットソン・ボーグラム制作になるバターフィールドの彫像がある。